# Рантум (Зильт)
Рантум (нем. Rantum) — деревня и бывшая коммуна в Германии, в земле Шлезвиг-Гольштейн. 1 января 2009 года вместе с коммуной Зильт-Ост и городом Вестерланд была объединена в новую коммуну Зильт и ныне является её частью (нем. Ortsteil).
Входит в состав района Северная Фризия. Подчиняется управлению Ландшафт-Зильт. Население составляет 575 человек (на 31 декабря 2006 года). Занимает площадь 9,39 км². Официальный код бывшей коммуны — 01 0 54 107.
Официальным языком в населённом пункте, помимо немецкого, является севернофризский.